# Sans aucun doute
 (janvier 2025).
Sans aucun doute était une émission de télévision française diffusée sur TF1 en deuxième partie de soirée du 8 septembre 1994 au 18 décembre 2009 puis diffusée du 16 septembre 2013 au 30 mai 2014 sur TMC.
Produite par Quai Sud Télévisions, elle est présentée par Julien Courbet jusqu'en mai 2008 puis par Christophe Moulin.
L'animateur, grâce à une équipe de médiateurs, d'avocats et de journalistes intervenant en duplex sur le terrain, s'y donne la mission de venir en aide aux téléspectateurs aux prises avec des soucis juridiques importants (administratifs, erreurs médicales, escroqueries, immobiliers, problèmes de gardes d'enfants, voisinage…).

## Historique
Lancée le 8 septembre 1994, Sans aucun doute est diffusée initialement le jeudi soir en deuxième partie de soirée une semaine sur deux. Puis, à partir de septembre 1995 et jusqu'en décembre 2009, elle est programmée le vendredi soir, toujours en deuxième partie de soirée. Si durant la saison 1995-1996 elle est encore diffusée une semaine sur deux, elle deviendra hebdomadaire dès la rentrée 1996.
Après le départ de Julien Courbet en mai 2008, Christophe Moulin reprend la présentation de l'émission en septembre 2008.
TF1 a arrêté l'émission en décembre 2009, en raison d'audiences jugées plus faibles depuis le printemps précédent.
TMC relance l'émission dès septembre 2013 en version quotidienne, enregistrée à l'avance et toujours présentée par Julien Courbet.

## Format de l'émission
L'émission se composait de deux parties principales pour chaque affaire traitée : un reportage exposant le problème rencontré à l'aide si nécessaire de reconstitutions, de confrontations entre les protagonistes en caméra cachée, de différentes preuves, etc. Dans un second temps, le présentateur essaiera de contacter les parties mises en cause par téléphone et d'engager une négociation amiable avec eux afin de trouver une solution convenable, ce qui donne très souvent lieu à des discussions houleuses. L'enquête se poursuivait alors souvent par un contact téléphonique avec les relations des personnes victimes ou incriminées, des témoins, d'autres victimes… afin de récolter le plus possible d'arguments utiles pour remettre en cause la « bonne foi » dont se prétendent être la plupart des « arnaqueurs ». Lorsque la situation est véritablement insoluble ou que la personne incriminée ne répond pas au téléphone, les journalistes partent sur le terrain afin de tenter une négociation entre les deux parties. Dans les rares cas où l'affaire ne pouvait  être réglée immédiatement, son dossier était suivi hors antenne par l'équipe de journalistes, le plaignant était réinvité à venir à l'émission souvent quelques mois plus tard lorsque son problème était enfin résolu.

## Les dossiers deSans aucun doute
Chaque été, de 2000 à 2001 puis de nouveau de 2004 à 2008, TF1 diffusait les affaires les plus incroyables de l'émission dans Les dossiers de Sans aucun doute. Ces numéros spéciaux étaient thématisés chaque vendredi.
Ces dossiers ont été supprimés en 2009.

## Formats dérivés
Le succès de l'émission a incité sa déclinaison en différents formats :
- Les 7 Péchés Capitaux ;
- La Guerre des Voisins, initialement une rubrique de l'émission, puis déclinée en une émission de 45 minutes diffusée en 1re partie de soirée en 2007 consacrée à la résolution d'un seul cas de problème de voisinage souvent très délicat animée par Hervé Pouchol.
 Le format a été repris depuis la rentrée 2010 avec Henri Leconte à la présentation et diffusé en seconde partie de soirée sous le titre Voisins : vont-ils se mettre d'accord ?.
- Le Grand Frère, émission de 45 minutes diffusée à la suite de la précédente, où un animateur en centre social vient, sur la demande de parents, essayer de remettre leurs enfants sur le « droit chemin ». Ces deux émissions sont produites par la maison de production de Julien Courbet La Concepteria.
- La Grande Soirée Anti-Arnaque, format se présentant sous la forme d'un jeu télévisé où le public assisté de vedettes doit répondre correctement à plusieurs séries de 4 questions portant sur un thème de consommation précis. Des reportages concernant des scandales relatifs aux thèmes abordés entrecoupent cette émission joyeuse où l'équipe d'avocats de l'animateur donnent des précisions de droit aux téléspectateurs.

Il existe la même émission diffusée sur RTL et diffusé en simultané sur M6 du lundi au vendredi de 10h00 à 12h00 et uniquement sur M6 de 9h40 à 10h00 et de 12h00 à 12h30 : Ça peut vous arriver.
Il existe également un magazine hebdomadaire, Stop Arnaque dont la rédactrice en chef fait partie de l'équipe d'avocats de l'émission, et une série de livres, Stop aux arnaques, consacrés chacun à un thème précis. Ces deux publications ont toujours pour but d'assister les personnes en difficulté à résoudre leurs problèmes et à leur faire connaître leurs droits.

## Critiques

### Ouverture d'information disciplinaire
Début 2008, l'autorité de poursuite du Conseil de discipline du Barreau de Paris ouvre une information à l'encontre de trois avocats participant à l'émission pour « prise de contact et pressions à l’égard d’un tiers à l’occasion d’une émission de télévision hors la présence de son conseil et sans lui avoir indiqué qu’il pouvait être assistée d’un avocat. » ainsi que pour « manquement aux principes essentiels définis à l’article 1.3 du RIBP, d’humanité, honneur, délicatesse et modération ainsi qu’aux articles 5, 8.1, 8.2 et 8.3 relatifs aux rapports avec la partie adverse » Le Code de déontologie des avocats invite en effet la profession à respecter un ensemble de règles déontologiques.

## Générique
De 2001 à 2008, le générique de l'émission débutait par le célèbre dicton : « Vous avez un problème. Vous ne savez plus quoi faire. Nos journalistes et nos spécialistes sont là… pour vous. Il existe une solution, c'est Sans aucun doute ». On pouvait voir des images de l'émission et entendre les conversations de l'animateur, des chroniqueurs, et des plaignants exemplaires.
De 2008 à 2009, c'était un générique entièrement fait avec des images de synthèse
Jusqu'en juin 2008 :
- Didier Bergès
- Éric de Caumont, spécialiste du domaine de l'automobile
- Hervé Pouchol, médiateur
- Gérard Michel, avocat au barreau de Nancy
- Nathalie Fellonneau, avocate
- Sylvie Noachovitch, avocate pénaliste partie de l'émission en avril 2007
- Marilyne Olivié, elle remplace Sylvie Noachovitch partie se lancer dans sa carrière politique.
- Loïc Scoarnec, spécialiste du harcèlement et du droit du travail
- Bernard Sabbah, consultant
- Caroline Guesdj, avocate
- Dominique Courtois (uniquement lors d'affaires concernant des cas médicaux)

Puis, de septembre 2013 jusqu'à 2014 :
- Sylvie Noachovitch, avocate
- Éric de Caumont, avocat (spécialiste automobile)

Voici les experts de l'émission sur TMC :
| Nom                          | Profession               |
| ---------------------------- | ------------------------ |
| Titulaire                    |                          |
| Bernard Sabbah               | le négociateur/médiateur |
| Me Sylvie Noachovitch        | avocate                  |
| Me Guillaume Vitrich         | avocat                   |
| Me Pierre Godinot            | avocat                   |
| Intervenants                 |                          |
| Me Éric de Caumont           | avocat                   |
| Dr Dominique-Michel Courtois | médecin-expert           |
| Dr Laetitia Barlerin         | vétérinaire              |
| Me Philippe Courtois         | avocat                   |
| Sylvain Baron                | expert immobilier        |
| Loïc Scoarnec                | expert droit du travail  |
| Remplaçants                  |                          |
| Me Blanche de Granvilliers   | avocate                  |
| Me Vanessa Dancoing          | avocate                  |

## Anecdotes
- Julien Courbet est souvent surnommé « le Zorro du Paf » du fait de cette émission[réf. nécessaire].
- Dans les appels téléphoniques de l'émission, les conversations sont très souvent émises sous forme de coups de gueule de l'animateur pour reprocher aux arnaqueurs d'avoir piégé les plaignants de l'émission, et les inciter à trouver une solution amiable avec eux.
- En 2003, l'émission est entièrement remaniée : les célébrités sont priées d'aller quitter le plateau pour faire place à la résolution des cas, l'émission est désormais enregistrée en plusieurs fois et montée pendant plus de 10 heures, pour un meilleur rendu antenne (l'émission était en direct les années précédentes).
- Depuis le 14 décembre 2007, une nouvelle chronique, qui était un journal des suivis des cas, se joignait à l'émission. Elle était présentée par le journaliste Timothée Vienne, reporter de l'émission depuis plusieurs saisons[8].
- Une émission spéciale a été organisée le 28 décembre 2007 sur les destins de stars brisés.
- Le 29 février 2008, l'émission a fêté son 500e numéro, qui retrace les 14 années d'enquête et les 14 affaires les plus incroyables.
- Certains des anciens avocats présents dans l'émission ont fait l'objet en 2008 de poursuites disciplinaires par l'ordre des avocats pour violation des règles éthiques et déontologiques qui leur sont applicables notamment à raison de pressions et d'intimidations faites à des tiers en l'absence de leurs avocats[9].

Les avocats actuels sont arrivés dans l'émission depuis juillet 2008 avec notamment Jean-Philippe Coin, avocat spécialisé dans le droit automobile membre de l'association des avocats de l'automobile et membre du réseau GESICA qui intervient de façon régulière sur de nombreuses chaînes de télévision pour toutes questions du droit pénal de la route et du permis de conduire :
Gérard Haas avocat membre du réseau GESICA et responsable de l'Île-de-France GESICA spécialisé dans les nouvelles technologies :
Denis DEL RIO avocat niçois reconnu et spécialisé dans le droit des affaires et le droit de la presse et des médias
- Depuis le 15 novembre 2013, du lundi au jeudi, l'émission dure 70 minutes mais le vendredi l'émission dure 128 minutes au lieu de la rediffusion des enquêtes de la semaine écoulée.
- Le 22 novembre 2013, Julien Courbet invite Kev Adams qui n'hésitera pas à mettre de l'ambiance sur le plateau.
- TMC annonce que l'émission est en prime time avant Noël et Julien déclare au quotidien gratuit Metronews : « Il y aura un prime avant Noël avec des cas un peu plus lourds. Les enquêtes y seront plus longues, et les reportages dureront une dizaine de minutes. L'émission en prime time sera un peu moins divertissante mais aura une thématique plus extraordinaire[10] » et ajoute : « On est sur des cas très légers, ce qui nous permet d'en sourire. Il n'y a plus de témoignages en plateau ni de rubriques[10] »
- Le 10 décembre 2013, l'émission a accueilli un nouveau chroniqueur il s'agit de Thibault Chanel, ce dernier est connu à la télévision puisqu'il était aux côtés de Stéphane Plaza dans l'émission Recherche appartement ou maison.
- Le 12 décembre 2013 : Julien Courbet recevait Tatiana-Laurens pour témoigner de son passé de femme battue, elle a été victime de violences conjugales de la part de son compagnon de 18 à 20 ans et déclare : « Pendant quatre jours, il m'a séquestré » en ajoutant : « .... Je n'étais pas inanimée, j'avais des plaies partout. Elle m'a aidé à partir, sauf que je n'avais confiance en personne »[11].

## Audiences

### Quotidienne
Sans aucun doute était autrefois l'une des émissions récurrentes qui réalisait les plus fortes parts de marché de la télévision française, avec entre 40 et 55 % du public, en raison de la durée du programme (2h30). Le nombre de téléspectateurs tournait aux alentours de 2 millions de téléspectateurs. Depuis 2007, la part d'audience fut en forte diminution avec plus que 30 % du public seulement.
La première émission de la saison 2008 avec Christophe Moulin, diffusée le vendredi 12 septembre 2008, a réuni 1,47 million de téléspectateurs pour 32,2 % de part de marché. Un score correct compte tenu de l'érosion des chaînes de télévision causée par l'avènement de la TNT. Depuis le printemps 2009, l'audience a chuté.
Le 16 septembre 2013, une nouvelle version de Sans aucun doute débute en quotidienne sur TMC à 18H40.
Les chiffres en gras sont les records actuels de l'émission
| Date             | Nombre de téléspectateurs | Part d'audience | Réf |
| ---------------- | ------------------------- | --------------- | --- |
| Saison 1         |                           |                 |     |
| 13 novembre 2013 | 625.000                   | 3,1 %           |     |
| 26 novembre 2013 | 675 000                   | 3,4 %           |     |
| 27 novembre 2013 | 720 000                   | 3,5 %           |     |
| 11 décembre 2013 | 727 000                   | 3,8 %           |     |

### Prime
| Date            | Nombre de téléspectateurs | Part d'audience | Réf    |
| --------------- | ------------------------- | --------------- | ------ |
| Saison 1        |                           |                 |        |
| 12 février 2014 | 901.000                   | 4 %             | [ 13 ] |
| 16 avril 2014   | 664.000                   | 3 %             | [ 14 ] |

## Logo

Logo de l'émission de 2008 à 2009.
Logo de l'émission du 16 septembre 2013 au 30 mai 2014.